# Agostino Zanelli
Agostino Zanelli (Castel Goffredo, 30 ottobre 1788 – Milano, 18 febbraio 1876) è stato un avvocato, letterato e filantropo italiano.

## Biografia
Era figlio di Giovanni Battista, pretore di Castel Goffredo, e di Domenica Acerbi, sorella di Giuseppe Acerbi, esploratore ed egittologo.
Compiuti gli studi classici, si laureò in legge presso l'Università di Bologna nel 1809. Dal 1810 al 1812 insegnò al liceo classico di Mantova storia ed eloquenza e nel 1811 fu membro dell'Accademia Virgiliana, ricoprendo dal 1829 l'incarico di segretario.
Nel 1813 fu giudice supplente presso il tribunale di Mantova e quindi avvocato e aggiunto al tribunale fino al 1842.
Si dedicò alle lettere, traducendo le Odi di Orazio e componendo molte liriche italiane.
Trasferitosi a Milano, nel 1842 Zanelli fu eletto nella Congregazione Centrale, quindi membro della Commissione Centrale di Beneficenza, che amministrava la Cassa di Risparmio e membro della Veneranda Fabbrica del Duomo di Milano.
Dal 1848 si occupò di beneficenza pubblica e sanità come ispettore dei pubblici stabilimenti di beneficenza di Milano. Nel 1858 venne nominato membro onorario dell'Accademia fisico-medico-statistica e insignito dell’onorificenza di cavaliere dell'Ordine di San Gregorio Magno da papa Pio IX.
Nel 1859 si ritirò dalla vita pubblica e si dedicò ai suoi studi e alla beneficenza. Morì a Milano nel 1876 e lasciò al Comune di Castel Goffredo una rendita annua di 800 lire per l'istituzione di un asilo infantile e legò alla città di Mantova le collezioni ereditate dallo zio Giuseppe Acerbi (custodite a Palazzo Te), del quale amministrò anche il patrimonio.